# Atelomycterus macleayi
El pejegato jaspeado Atelomycterus macleayi es una especie de peces de la familia Scyliorhinidae en el orden de los Carcharhiniformes.

## Morfología
• Los machos pueden llegar alcanzar los 60 cm de longitud total.

## Reproducción
Es ovíparo.

## Hábitat
Es un pez de mar de clima tropical y asociado a los  arrecifes de coral que vive entre 0-4 m de profundidad.

## Distribución geográfica
Es un endemismo de Australia.